# Mónica Naranjo
Mónica Naranjo Carrasco (23. května 1974, Figueras, Katalánsko, Španělsko) je španělská zpěvačka populární hudby. Patří k osobnostem, které vtiskly španělskému popu novou tvář a znovu ho výrazně prezentovaly světu. Je zajímavé, že Mónica Naranjo nezačala úspěšnou kariéru ve Španělsku, ale v Latinské Americe (její druhé album La palabra de mujer dosáhlo v Mexiku prodeje více než miliónu kopií).
Během své kariéry se také stala sexuálním symbolem své generace. Její hlasový rozsah zahrnuje neuvěřitelné čtyři oktávy. Proto se může věnovat všem druhům hudby, včetně operních árií. Její dominantou ale zůstává baladický pop-rock. Jejím největším hitem asi zůstane píseň „Sobreviviré“ (2000).

## Ocenění
Premios Amigo 1998
- Premio a la Mejor solista española

World Music Awards
- 1996 Best Selling Spanish Artist (Latin Edition)
- 1998 Best Selling Spanish Artist
- 2010 Best Selling Spanish Artist

Premios Shangay
- Premio a la Mejor artista femenina.
- Premio al Mejor álbum pop Minage

Premio Maguey
- A la diversidad sexual.

Gourmand Awards
- 2014 El libro de Mónica Naranjo, Come y calla ha sido galardonado con el Premio Especial del Jurado Gourmand Awards 2014

Premio Innovación a la Ópera
- 2017: Recibe el premio a la innovación a la Ópera por su obra de rock sinfónico LUBNA.

## Galerie

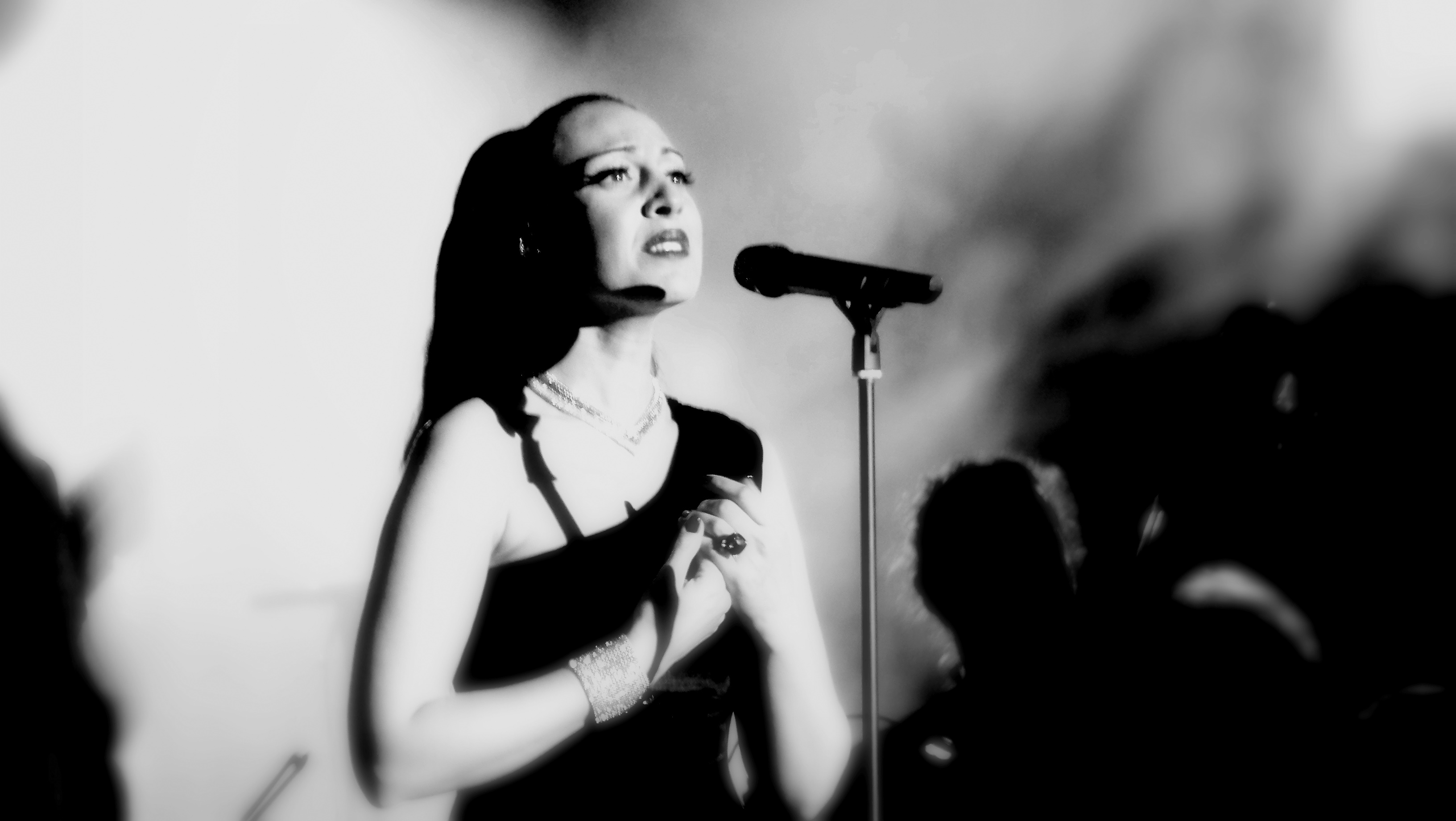
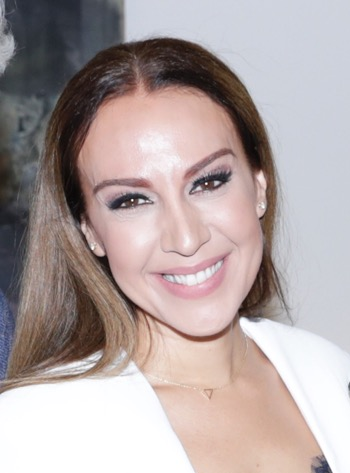
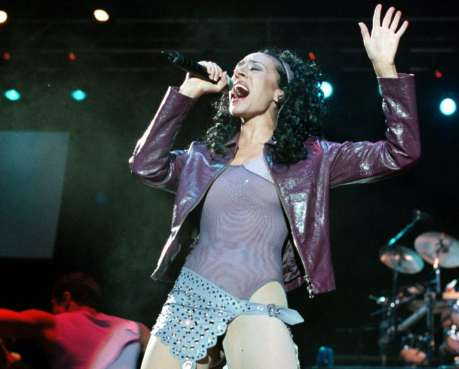
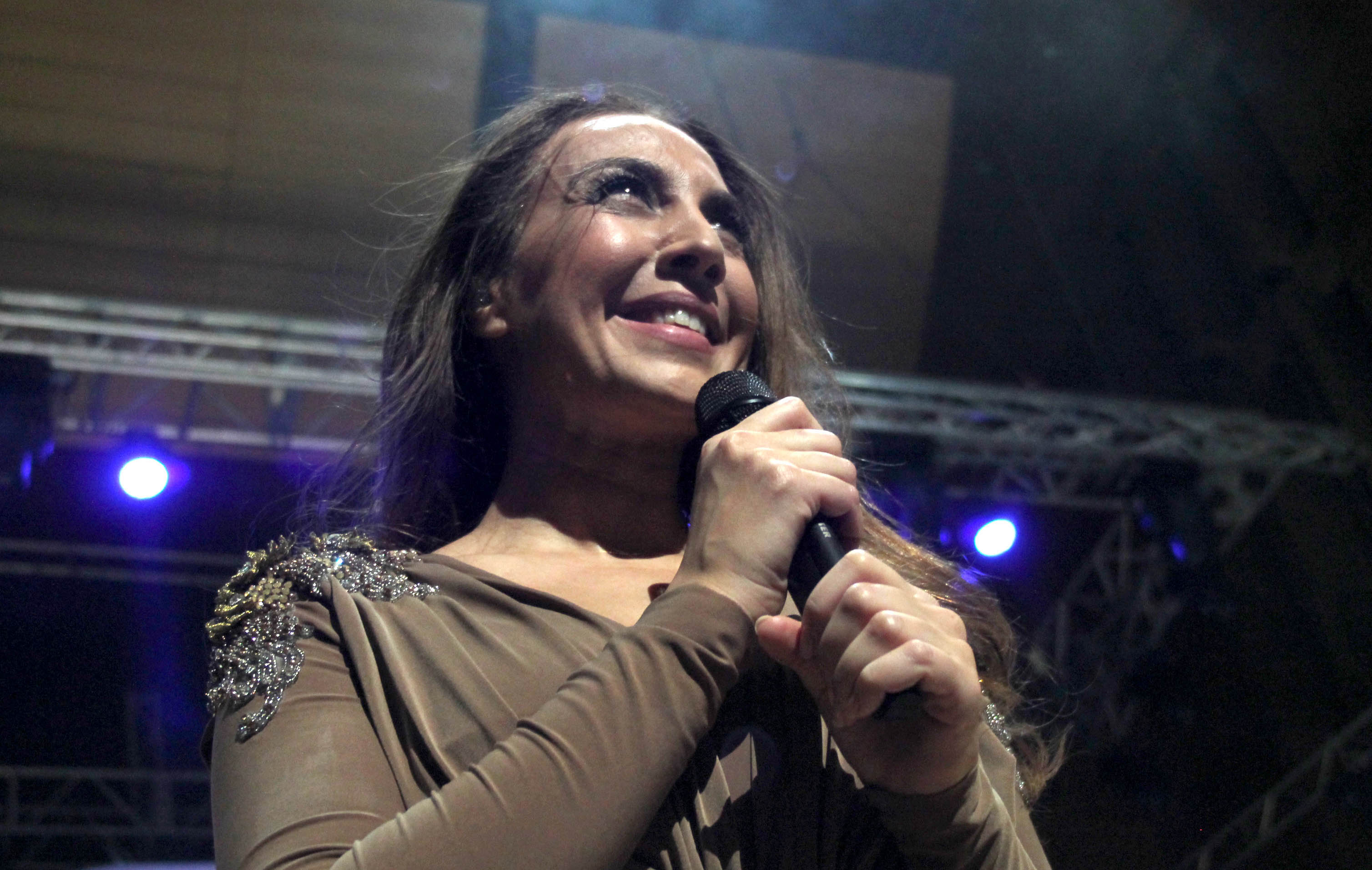
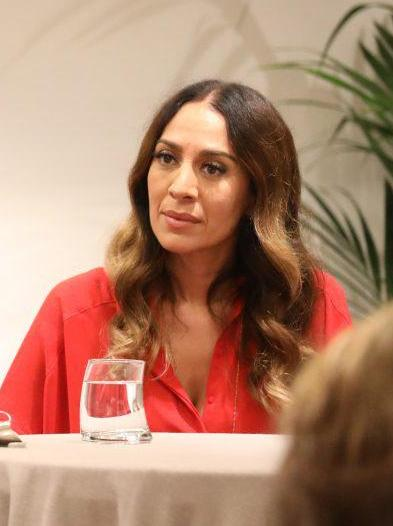
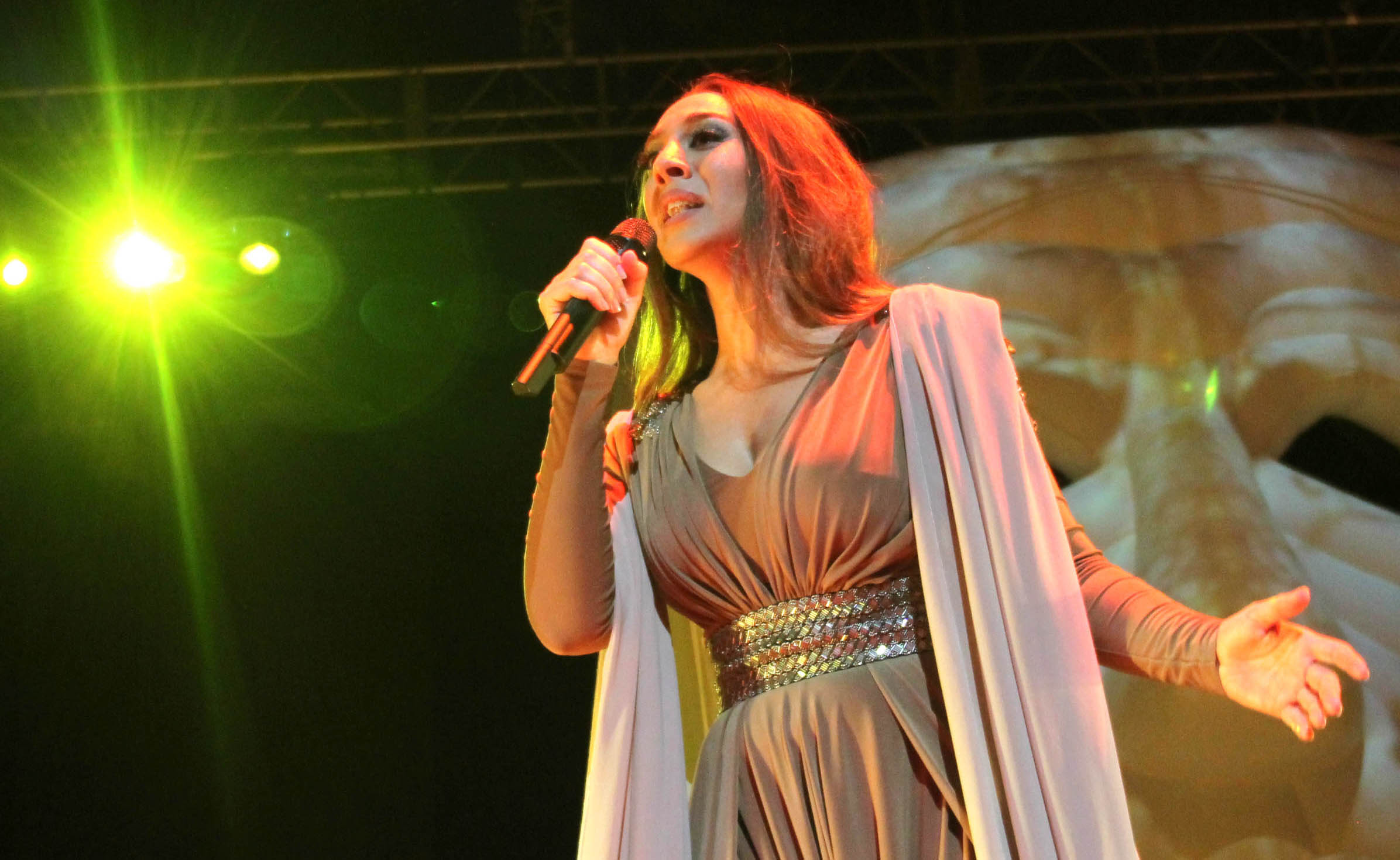